# Université de Madras
L'université de Madras (en tamoul : சென்னைப் பல்கலைக்கழகம் ; en anglais : University of Madras) est l'une des trois plus anciennes universités d'Inde (avec l'université de Calcutta et  l'université de Bombay). Organisée sur le modèle de l'université de Londres, elle a été fondée le 5 septembre 1857 par une loi du Conseil législatif de l'Inde, et est régie par la University Grants Commission du gouvernement de l'Inde.
L'université est située dans la ville méridionale de Chennai (anciennement Madras). Il y a six campus dans la ville : Chepauk, Marina, Guindy, Taramani, Maduravoyal et Chetpet. Plus de 50 départements offrent un large éventail de disciplines.

## Personnalités liées à l'université

### Étudiants
- Anitha Pauldurai basketteuse